# Puella Magi Madoka Magica
Puella Magi Madoka Magica (jap. 魔法少女まどか☆マギカ Mahō Shōjo Madoka☆Magika) – serial anime wyprodukowany przez studio Shaft i Aniplex. Anime zostało wyreżyserowane przez Akiyuki Shinbo, ze scenariuszem napisanym przez Gen Urobuchi z oryginalnymi projektami postaci autorstwa Ume Aoki. Pierwsze dziesięć odcinków w Japonii wyemitowały stacje MBS i TBS między styczniem a marcem 2011 roku, podczas gdy emisja dwóch ostatnich odcinków była opóźniona do kwietnia 2011, ze względu na trzęsienie ziemi i tsunami u wybrzeży Honsiu. Wydawnictwo Hōbunsha wydało mangową adaptację serii oraz jej trzy spin offy: Puella Magi Kazumi Magica: Innocent Malice, Puella Magi Oriko Magica i Puella Magi Madoka Magica: A Different Story. Wydawnictwo Nitroplus wydało powieść w sierpniu 2011 roku. W marcu 2012 roku została wydana gra wideo na konsolę PlayStation Portable. Powstały także dwa filmy przedstawiające w skrócie fabułę zawartą w anime oraz trzeci przedstawiający oryginalną historię w 2013 roku. Trzecia część filmu jest kontynuacją wydarzeń z serialu.

## Opis fabuły
Mieszkające w mieście Mitakihara czternastoletnia dziewczyna Madoka Kaname i jej najlepsza przyjaciółka Sayaka Miki spotykają dziwnego chowańca o imieniu Kyubey. Stworzenie to proponuje jej umowę: spełnienie jednego życzenia w zamian za to, że Madoka zostanie czarodziejką z zadaniem zwalczania złych czarownic – przejawów rozpaczy będących odpowiedzialnymi za niewyjaśnione morderstwa i samobójstwa. Tymczasem Homura Akemi, uczennica z wymiany, za wszelką cenę próbuje powstrzymać Madokę przed staniem się czarodziejką. W miarę jak Madoka zastanawia się nad zostaniem czarodziejką, dochodzi do wniosku, że takie życie nie jest tak prestiżowe jak myślała i jest pełna udręki, cierpienia i rozpaczy. Wkrótce dowiaduje się o mrocznych tajemnicach dotyczących czarodziejek i czarownic, i poznaje brzemię, jakie ciąży na niej i jej przyjaciółkach. Madoka zastanawia się, czy naprawdę istnieje życzenie, dla którego warto zaryzykować swoje życie.

## Terminologia
Czarodziejka (jap. 魔法少女 Mahō Shōjo; ang. Magical girl)
Czarodziejka to nastoletnia dziewczyna obdarzona magicznymi mocami otrzymanymi przez zawarcie umowy z Kyubeyem. Warunki umowy są następujące: Kyubey spełni jej jedno życzenie, w zamian będzie ona używać magii do walki z czarownicami. Moce otrzymane przez czarodziejkę często są związane z jej życzeniem. Na przykład życzenie wyleczenia kogoś da czarodziejce zaawansowane zdolności regeneracyjne. Moce ofensywne dotyczą tworzenia kopii broni osobistej, takiej jak strzały, muszkiety i granatniki. W mandze Kazumi Magica ujawnione jest, że oprócz ludzi każda istota posiadająca duszę i zdolność do odczuwania emocji jest w stanie zawrzeć kontrakt.
Soul Gem (jap. ソウルジェム Sōru Jemu; pl. Klejnot Duszy)
Soul Gem jest to klejnot w kształcie jajka, który przechowuje magiczną moc dziewczyny. Powstaje w momencie zawarcia kontraktu z Inkubatorem. Jego rozmiar i jasność są względne do ilości magicznej mocy zamieszkującej w dziewczynie. Klejnot jest niezbędny do poszukiwania i walki z czarownicami: świeci się, gdy czarownica lub jeden z jej chowańców jest w pobliżu; jest również wykorzystywany do transformacji podczas bitwy. Kiedy nie jest w postaci klejnotu, to funkcjonuje jako pierścień na palcu właścicielki. Nazwa klejnotu pochodzi od jego funkcji: służy jako pojemnik na duszę, po to aby ciało było w stanie przetrwać w przypadku śmiertelnej rany. Zatem jeśli Soul Gem zostanie zniszczony, właścicielka umrze. Jeśli ciało oddali się zbyt daleko od klejnotu, to straci swój puls i stanie się martwe; oddzielenie ciała od Klejnotu Duszy przez dłuższy czas może spowodować, że zacznie się rozkładać. Ilekroć czarodziejka używa swoich magicznych mocy, jej klejnot staje się ciemniejszy, aż do momentu, kiedy jej moce zostaną wyczerpane. Zanim to nastąpi, klejnot musi zostać oczyszczony poprzez przeniesienie ciemności w Nasiona Żalu.
Wiedźma (jap. 魔女 Majo)
Wiedźmy to nie-ludzkie istoty powszechnie postrzegane jako zło. Zamieszkują ukryte prywatne światy, i dlatego nie są normalnie widoczne. Mogą wpływać na ludzi, dając im znaki znane jako "Pocałunki Wiedźmy" (jap. 魔女の口づけ Majo no Kuchizuke), które powodują wypadki, choroby czy samobójstwa. Wiedźmy często tworzą mniejsze wersje siebie samych, tak zwane chowańce. Inne światy, w których przebywają wiedźmy nazywane są barierami (jap. 結界 Kekkai). Każdy z nich zawiera unikalny labirynt, manifestujący jej podświadomość. Wiedźmy powstają poprzez w pełni niezależne i wyrośnięte chowańce lub czarodziejki, którym nie udało się oczyścić swoich Klejnotów Duszy, zamieniając swoje Klejnoty w Nasiona Żalu.
Nasiono Żalu (jap. グリーフシード Gurīfu Shīdo; ang. Grief Seed)
Nasiona Żalu mają postać czarnych kul zakończonych kolcem. Powstają przy narodzinach wiedźmy. Tworzą bariery ukrywające wiedźmę przed wzrokiem zwykłych ludzi. Kiedy wiedźma zostaje pokonana, pozostawia po sobie swoje Nasiono Żalu, które może być użyte do oczyszczania i przywracania magicznej mocy Klejnotom Duszy.

## Anime
Prace nad Puella Magi Madoka Magica zostały rozpoczęte po tym, jak Akiyuki Shinbo wyraził chęć pracy nad nową serią mahō-shōjo producentowi Atsuhiro Iwakami podczas ich pracy na Hidamari Sketch i Bakemonogatari
. We wczesnym etapie planowania Iwakami nie zdecydował się dostosowywać istniejących materiałów, aby dać Shinbo większą swobodę w jego stylu reżyserii. Następnie skontaktował się z Gen Urobuchi, proponując mu, aby pracował nad projektem jako scenarzysta i Ume Aoki jako projektant postaci. Seria została ogłoszona w oknie reklamowym w czasie emisji anime Togainu no Chi. Od tego czasu coraz więcej reklam zostawało pokazywane ujawniając postacie i obsadę. Pierwsze dziesięć odcinków zostało emitowane w stacjach MBS, TBS i CBC między 7 stycznia 2011 a 11 marca 2011 roku, zostały one wyemitowane dzień później w regionie Kantō niż w Kansai. Ze względu na trzęsienie ziemi i tsunami u wybrzeży Honsiu emisja 10 odcinka w Kantō, jak również pozostałych dwóch odcinków została wstrzymana. Pozostałe odcinki zostały nadane 21 kwietnia 2011 roku w Kansai i Kantō. Seria została udostępniona na serwis Crunchyroll 15 lutego 2012 roku, jak również Hulu i Crackle.
Anime zostało wydane na sześciu płytach Blu-ray i DVD 27 kwietnia, a 21 września 2011 roku, wydanie zostało opóźnione z pierwotnej daty 30 marca 2011 roku z powodu trzęsienia ziemi. Każda płyta zawiera dodatkowo yonkoma autorstwa Ume Aoki i płytę CD. Shinbo wyraził zainteresowanie stworzeniem serii uzupełniającej, która skupi się bardziej na części obyczajowej historii. Do pierwszego, trzeciego i piątego tomu BD/DVD były dołączone CD dramy. Szósty i ostatni tom wydany 21 września 2011 zawierał reżyserską edycję odcinka 12.

### Lista odcinków
| №  | Tytuł                                                                                            | Reżyseria         | Premiera         |
| -- | ------------------------------------------------------------------------------------------------ | ----------------- | ---------------- |
| 1  | Chyba spotkałam ją we śnie Yume no naka de atta, yō na... (夢の中で会った、ような…)              | Yukihiro Miyamoto | 7 stycznia 2011  |
| 2  | Byłoby wprost wspaniale Sore wa tottemo ureshii natte (それはとっても嬉しいなって)               | Masahiro Mukai    | 14 stycznia 2011 |
| 3  | Już niczego się nie boję Mō nani mo kowakunai (もう何も怖くない)                                 | Yuki Yase         | 21 stycznia 2011 |
| 4  | Cuda i czary są prawdziwe Kiseki mo, mahō mo, arun da yo (奇跡も、魔法も、あるんだよ)            | Shinichi Omata    | 28 stycznia 2011 |
| 5  | Nigdy tego nie pożałuję Kōkai nante, aru Wakenai (後悔なんて、あるわけない)                      | Takahiro Majima   | 4 lutego 2011    |
| 6  | Tak po prostu nie może być Konna no zettai okashii yo (こんなの絶対おかしいよ)                   | Fujiaki Asari     | 11 lutego 2011   |
| 7  | Stawisz czoła swym uczuciom? Hontō no kimochi to mukiaemasu ka? (本当の気持ちと向き合えますか？) | Seimei Kidokoro   | 18 lutego 2011   |
| 8  | Byłam taka głupia Atashitte, honto baka (あたしって、ほんとバカ)                                 | Takashi Kawabata  | 25 lutego 2011   |
| 9  | Nigdy na to nie pozwolę Sonna no, atashi ga yurusanai (そんなの、あたしが許さない)               | Masahiro Mukai    | 4 marca 2011     |
| 10 | Nie będę już na nikim polegać Mō dare ni mo tayoranai (もう誰にも頼らない)                       | Yuki Yase         | 11 marca 2011    |
| 11 | Mój ostatni drogowskaz Saigo ni nokotta michishirube (最後に残った道しるべ)                      | Kotono Watanabe   | 21 kwietnia 2011 |
| 12 | Moja najlepsza przyjaciółka Watashi no, saikō no tomodachi (わたしの、最高の友達)                | Yukihiro Miyamoto | 21 kwietnia 2011 |

## Filmy
W grudniowym wydaniu miesięcznika Newtype wydawnictwa Kadokawa Shote ogłoszono, że studio Shaft rozpoczęło prace nad trzyczęściowym projektem filmowym. Pierwsze dwa filmy, zatytułowane odpowiednio Beginnings (jap. 始まりの物語 Hajimari no Monogatari) oraz Eternal (jap. 永遠の物語 Eien no Monogatari), przedstawiają w skrócie wydarzenia, które miały miejsce w serialu anime. Pierwszy film, którego akcja pokrywa się z pierwszymi sześcioma odcinkami anime, miał swoją premierę 6 października 2012 roku, podczas gdy premiera drugiego filmu odbyła się 13 października 2012 roku. Trzeci film, zatytułowany Rebellion (jap. 叛逆の物語 Hangyaku no Monogatari), przedstawiał nową fabułę napisaną przez Urobuchi’ego, jego premiera odbyła się 26 października 2013 roku.

## Manga

### Puella Magi Madoka Magica
Wydawnictwo Hōbunsha wydało trzytomową mangę zatytułowaną Puella Magi Madoka Magica (jap. 魔法少女まどか☆マギカ Mahō Shōjo Madoka Magika), która jest bezpośrednią adaptacją anime o tym samym tytule. Autorem rysunków jest Hanokage. Każdy z tomów składa się z czterech rozdziałów, a tomy były wydawane kolejno od 12 lutego do 30 maja 2011 roku. W Polsce seria ta została wydana przez wydawnictwo Waneko.
| Nr | Język japoński | Język japoński         | Język polski     | Język polski           |
| Nr | Data wydania   | ISBN                   | Data wydania     | ISBN                   |
| -- | -------------- | ---------------------- | ---------------- | ---------------------- |
| 1  | 12 lutego 2011 | ISBN 978-4-8322-7990-2 | 3 lipca 2013     | ISBN 978-83-63769-40-6 |
| 2  | 12 marca 2011  | ISBN 978-4-8322-4003-2 | 3 września 2013  | ISBN 978-83-63769-41-3 |
| 3  | 30 maja 2011   | ISBN 978-4-8322-4014-8 | 3 listopada 2013 | ISBN 978-83-63769-43-7 |

### Puella Magi Madoka Magica: The Different Story
Manga, zatytułowana Puella Magi Madoka Magica: The Different Story (jap. 魔法少女まどか☆マギカ ~The different story~ Mahō shōjo Madoka magika ~The different story~) jest serią spin-off zilustrowaną przez Hanokage, która przedstawia alternatywną wersję wydarzeń z pierwotnej serii. Składa się z trzech tomów. W Polsce seria ta została wydana przez wydawnictwo Waneko.
| Nr | Język japoński       | Język japoński         | Język polski    | Język polski          |
| Nr | Data wydania         | ISBN                   | Data wydania    | ISBN                  |
| -- | -------------------- | ---------------------- | --------------- | --------------------- |
| 1  | 12 października 2012 | ISBN 978-4-8322-4203-6 | 5 maja 2014     | ISBN 978-83-6450813-4 |
| 2  | 19 października 2012 | ISBN 978-4-8322-4208-1 | 3 lipca 2014    | ISBN 978-83-6450814-1 |
| 3  | 12 listopada 2012    | ISBN 978-4-8322-4220-3 | 3 września 2014 | ISBN 978-83-6450815-8 |

### Puella Magi Madoka Magica: The Movie – Rebellion -
Manga Puella Magi Madoka Magica: The Movie – Rebellion - (jap. 劇場版 魔法少女まどか☆マギカ [新編]叛逆の物語 Gekijōban mahō shōjo madoka magika (Shinpen) hangyaku no monogatari) jest adaptacją filmu animowanego o tej samej nazwie. Ilustracje wykonał Hanokage. W Polsce ta trzytomowa seria została wydana przez wydawnictwo Waneko.
| Nr | Język japoński    | Język japoński         | Język polski     | Język polski           |
| Nr | Data wydania      | ISBN                   | Data wydania     | ISBN                   |
| -- | ----------------- | ---------------------- | ---------------- | ---------------------- |
| 1  | 12 listopada 2013 | ISBN 978-4-8322-4369-9 | 16 lutego 2015   | ISBN 978-83-64891-46-5 |
| 2  | 12 grudnia 2013   | ISBN 978-4-8322-4380-4 | 16 kwietnia 2015 | ISBN 978-83-64891-45-8 |
| 03 | 10 stycznia 2014  | ISBN 978-4-8322-4394-1 | 16 czerwca 2015  | ISBN 978-83-64891-48-9 |

### Puella Magi Kazumi Magica: The Innocent Malice
Wyprodukowano także spin-off serii pt.: Puella Magi Kazumi Magica: The Innocent Malice (jap. 魔法少女かずみ☆マギカ〜The innocent malice〜 Mahō shōjo Kazumi ☆ magika: The Innocent Malice), który został napisany przez Masaki Hiramatsu i zilustrowany przez Takashi Tensugi. Fabuła mangi skupia się na czarodziejce cierpiącej na amnezję o imieniu Kazumi, która poszukuje swoich wspomnień. Seria była wydawana w magazynie Manga Time Kirara Forward i składa się łącznie z pięciu tankōbonów, wydanych od 12 maja 2011 roku do 12 stycznia 2013 roku.

### Puella Magi Oriko Magica
Trzecią serią mangi związaną z franczyzą jest spin-off głównej serii, zatytułowany Puella Magi Oriko Magica (jap. 魔法少女おりこ☆マギカ Mahō shōjo Oriko magika). Seria ta została napisana przez Kuroe Murę i wydana w dwóch tomach, kolejno 12 maja oraz 12 czerwca 2011 roku. Ze spin-offem związane są również trzy dodatkowe historie, które zostały wydane pod wspólnym tytułem Puella Magi Oriko Magica: Extra Story (jap. 魔法少女おりこ☆マギカ［別編］ Mahō shōjo Oriko magika (Beppen)) 12 września 2013 roku. Spośród zawartych w nim historii, dwie z nich, zatytułowane Noisy Citrine oraz Symmetry Diamond (którymi głównymi bohaterkami są kolejno Kirika Kure i Oriko Mikuni) pojawiły się w czasopiśmie Manga Time Kirara Magica wydawnictwa Hōbunsha. Trzecią historię, zatytułowaną The Last Agate, dołączono bezpośrednio do wydania.

#### Puella Magi Oriko Magica: Sadness Prayer
Wydano także prequel do mangi Oriko Magica, zatytułowany (Shinyaku) Puella Magi Oriko Magica: Sadness Prayer (jap. ［新約］魔法少女おりこ☆マギカ〜sadness prayer〜 (Shinyaku) Mahō shōjo Oriko magika ~sadness prayer~). Dwa tomy wydano kolejno 12 lutego 2015 oraz 12 grudnia 2015 roku.

### Puella Magi Suzune Magica
Kolejnym spin-offem jest trzy-tomowa manga zatytułowana Puella Magi Suzune Magica (jap. 魔法少女すずね☆マギカ Mahō shōjo Suzune Magika), ilustrowana przez GAN. Główną bohaterką jest morderczyni Suzune Amano, która staje twarzą w twarz z czarodziejkami, które chcą wiedzieć dlaczego to robi. Pierwsze cztery rozdziały zostały wydane bezpośrednio w formie tankōbonu 12 listopada 2013 roku, natomiast kolejne rozdziały pojawiały się w czasopiśmie Manga Time Kirara Forward. Dwa następne tomy wydano kolejno 25 czerwca 2014 oraz 12 grudnia 2014 roku.

### Puella Magi Homura Tamura
Powstała także czteropanelowa manga, będąca spin-offem serii, zatytułowana Mahō shōjo Homura ☆ Tamura ~heikō sekai ga itsumo heikō de aru to wa kagiranai noda.~ (jap. 魔法少女ほむら☆たむら　～平行世界がいつも平行であるとは限らないのだ。～). Została napisana i zilustrowana przez Afro. Kolejne rozdziały pojawiały się w czasopiśmie Manga Time Kirara Magica. Rozdziały skompilowano następnie w dwóch tomach, wydanych kolejno 26 października 2013 oraz 27 maja 2015 roku.

### Puella Magi Madoka Magica: Wraith Arc
Puella Magi Madoka Magica: Wraith Arc (jap. 魔法少女まどか☆マギカ［魔獣編］ Mahō shōjo Madoka ☆ magika (Majū-hen)), została napisana i zilustrowana przez Hanokage, kolejne rozdziały pojawiały się od 20. numeru Manga Time Kirara Magica, wydanego 10 czerwca 2015 roku. Fabuła komiksu rozgrywa się pomiędzy dwoma filmami pełnometrażowymi: Puella Magi Madoka Magica the Movie: Eternal oraz Puella Magi Madoka Magica the Movie: Rebellion. Pojedynczy tankōbon wydano 12 grudnia 2015 roku.

### Puella Magi Tart Magica: The Legend of Jeanne d'Arc
Powstał także spin-off Puella Magi Tart Magica: The Legend of Jeanne d'Arc, (jap. 魔法少女たると☆マギカ The Legend of “Jeanne d' Arc"  Mahō Shōjo Taruto Magika The Legend of “Jeanne d' Arc"). Manga ta została zilustrowana przez Masugitsune/Kawazu-ku i publikowana w czasopiśmie Manga Time Kirara Forward. Fabuła przedstawia losy żyjącej w XV wieku Joanny d’Arc, bohaterki wojny stuletniej i świętej kościoła katolickiego. Tankōbony zostały wydane przez wydawnictwo Hōbunsha. Pierwszy został wydany 12 czerwca 2014 roku, ostatni, piąty, został wydany 12 kwietnia 2017 roku.

### Inne
Pierwszy tom oficjalnej antologii przedstawiający gościnnie artystów został wydany 12 września 2011 roku. Miesięcznik wydawany przez Hōbunsha, Manga Time Kirara Magica (jap. まんがタイムきらら☆マギカ Manga Taimu Kirara Magika), został wprowadzony na rynek 8 czerwca 2012 roku i zawiera różne mangowe historie. Komiksowa adaptacja filmu zatytułowana Puella Magi Madoka Magica: Film Memories trafił do sprzedaży 26 maja 2012.